# 直井潔
直井 潔（なおい きよし、1915年4月1日 - 1997年11月23日）は日本の小説家。

## 来歴
広島県広島市に生れ、兵庫県滝川中学卒業後は区役所に勤める。応召により中国戦線に出征して病を得、本土に送還のうえ入院する。全身が「石地蔵のように」硬直する奇病で、現地の風土病に罹患したらしい。以降身体の自由を欠き、寝たきりの生活となって、老母の看護を受けながら療養を余儀なくされる。
病床でつれづれのあまり手に取った『暗夜行路』に感激し、これを暗唱するまで読みこみ、著者志賀直哉に師事せんことを願う。文通によって志賀もその境遇に同情し、読書をはげましながらしきりと小説の執筆をすすめたが、1943年小説『清流』の原稿が手元に送られるに至ってその出来栄えを称揚し、これが直井の文壇へのデビューとなった。ちなみに直井潔の名は、傷痍軍人という彼の立場を配慮してこのとき志賀直哉がつけた筆名である。
『清流』は作者自身を思わせる主人公が付添看護婦に寄せるほのかな想いを描いた私小説で、文壇では好意的にうけとめられた。特に師である志賀の激賞は直井にとって心強いものであったらしく、一時『清流』に対する批評のわるさから第二作を書き悩んでいた際に、志賀のはげましの手紙によって執筆を再開したといわれている。
寡作ながら戦中の文壇にあって着実に地歩をしめるようになり、『清流』そのほかの作品を合わせて小説集が出版されたが、発売前に空襲によって灰燼に帰し、処女出版は1946年の『清流』（小山書店）にまで遅れた。戦後、伴侶を得、さらに長らく文通での師弟関係であった晩年の志賀にも、一度だけ直接会うことができた。『一縷の川』で第5回平林たい子文学賞を受賞した他、第27回芥川賞（1952年上期）に『淵』が、第61回同賞（1969年上期）に『歓喜』が、候補作となっている（27回は受賞者なし、61回は庄司薫と田久保英夫）。その伝は阿川弘之『志賀直哉』（新潮文庫、上下）にくわしい。

## 著作
- 『清流』（1946年、小山書店）
- 『淵』（1952年、中央公論社）
- 『一縷の川』（1977年、新潮社　平林たい子文学賞受賞）
- 『羊のうた』（1980年、新潮社）　NHK「ドラマ人間模様」でドラマ化
- 『心の小筥』（1982年、神戸新聞出版センター）
- 『夕映え』（1994年、編集工房ノア）